# Yashao
Yashao (kinesiska: 雅韶) är en köping i sydöstra Kina. Den ligger i stadsdistriktet Yangdong i staden Yangjiang i provinsen Guangdong, omkring 190 kilometer sydväst om provinshuvudstaden Guangzhou. Antalet invånare är 25 438. Befolkningen består av 12 055 kvinnor och 13 383 män. Barn under 15 år utgör 13,0 %, vuxna 15-64 år 74 %, och äldre över 65 år 11,0 %.